# Лойнское сельское поселение
Лойнское сельское поселение — упразднённое муниципальное образование в Верхнекамском районе Кировской области.
Административный центр — село Лойно.

## География
Расстояние до райцентра — 55 км.

## История
Лойнское сельское поселение образовано 1 января 2006 года согласно Закону Кировской области от 07.12.2004 № 284-ЗО, в его состав вошли населённые пункты бывших Лойнского и Гидаевского сельских округов.
К 2021 году упразднено в связи с преобразованием муниципального района в муниципальный округ.

## Население
| 2010  | 2012  | 2013  | 2014  | 2015  | 2016  | 2017  |
| ----- | ----- | ----- | ----- | ----- | ----- | ----- |
| 1692  | ↘1631 | ↘1582 | ↘1557 | ↘1516 | ↘1477 | ↘1419 |
| 2018  | 2019  | 2020  | 2021  |       |       |       |
| ↘1363 | ↘1324 | ↘1269 | ↘1139 |       |       |       |

На территории Лойнского сельского поселения проживает 1923 человека (на 01.01.2012 г. — Данные противоречат данным Росстата). Мужчин 961, женщин 975.
Экономически активное населения 1212 человека, нетрудоспособного 711 человек в том числе:
- дети 340 человека,
- пенсионеры 413 человек,
- инвалиды по общему заболеванию 150 человек.

Рождаемость за 2011 г. составила 20 человек, умерло 24 человека. Численность прибывших 19 человек, выбыло 70 человек.

## Населённые пункты
В состав поселения входит 11 населённых пунктов (население, 2010):
| - село Лойно — 1592 чел.; - село Гидаево — 84 чел.; - деревня Безгачево — 2 чел.; - деревня Бельтюковы — 0 чел.; - деревня Бутино — 1 чел.; - деревня Картасик — 1 чел.; | - деревня Козицино — 5 чел.; - деревня Лезиб — 3 чел.; - деревня Ташкиново — 0 чел.; - деревня Ушаково — 4 чел. |

## Экономика
На территории поселения действуют предприятия лесной отрасли, сельского хозяйства, электроснабжения, связи и торговли.
На территории поселения расположены следующие полезные ископаемые — лес 129 тыс. м³.

## Транспорт
Регулярное автобусное сообщение в поселении между населёнными пунктами отсутствует. Лойнское сельское поселение связано с районным центром автобусным сообщением, периодичность — 1 раз в сутки.

## Социальная инфраструктура
На территории Лойнского сельского поселения находятся: школа, детский сад, больница, аптека, дом культуры, библиотека.